# Heinke Salisch
Heinke Salisch, née le 14 août 1941 à Grevenbroich, est une femme politique allemande.
Membre du Parti social-démocrate d'Allemagne, elle est députée européenne de 1979 à 1996.